# Oficina de les Nacions Unides a Timor Oriental
L'Oficina de les Nacions Unides a Timor Oriental (UNOTIL) fou una missió de les Nacions Unides que va impulsar el desenvolupament de capacitats de les institucions estatals crítiques, inclosa la Policia Nacional de Timor Oriental (PNTL) per tal d'enfortir la governança democràtica i ajudar a seguir construint la pau a Timor Oriental. La Força Policial d'Assessors Tècnics de l'ONU segueix oferint a la Policia Nacional de Timor-Leste (PNTL), amb formació especialitzada per a una resposta ràpida i unitats d'intervenció. Els assessors tècnics també s'encarreguen de proporcionar formació en àrees especialitzades com la lluita contra el terrorisme, la forense i la transferència de competències directives a la policia nacional en tots els districtes de Timor Oriental.

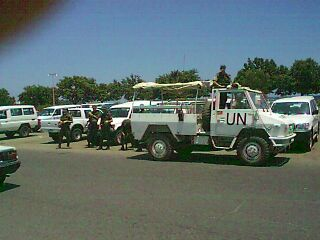
Camions d'UNOTIL

Seguint amb la UNMISET, el Consell de Seguretat va aprovar la Resolució 1599 del Consell de Seguretat de les Nacions Unides que autoritza les activitats de construcció de pau establint l'Oficina de les Nacions Unides a Timor Oriental (UNOTIL). UNOTIL va començar el 20 de maig de 2005 i va rebre el mandat durant un any fins al 19 de maig de 2006. La Resolució 1677 del Consell de Seguretat de les Nacions Unides va ampliar el mandat de la UNOTIL un mes després de l'expiració del mandat mentre forces de països de l'antiga INTERFET van arribar a proporcionar manteniment de la pau, la força principal procedent d'Austràlia sota l'Operació Astute.